# 霍斯特·魏冈
霍斯特·魏冈（德語：Horst Weigang，1940年9月30日—），德国男子足球运动员，司职守门员。他曾代表德国联队参加1964年夏季奥林匹克运动会足球比赛，获得一枚铜牌。

## 家庭
女儿比尔特·魏冈。